# Real Instituto Elcano
 (mai 2018).

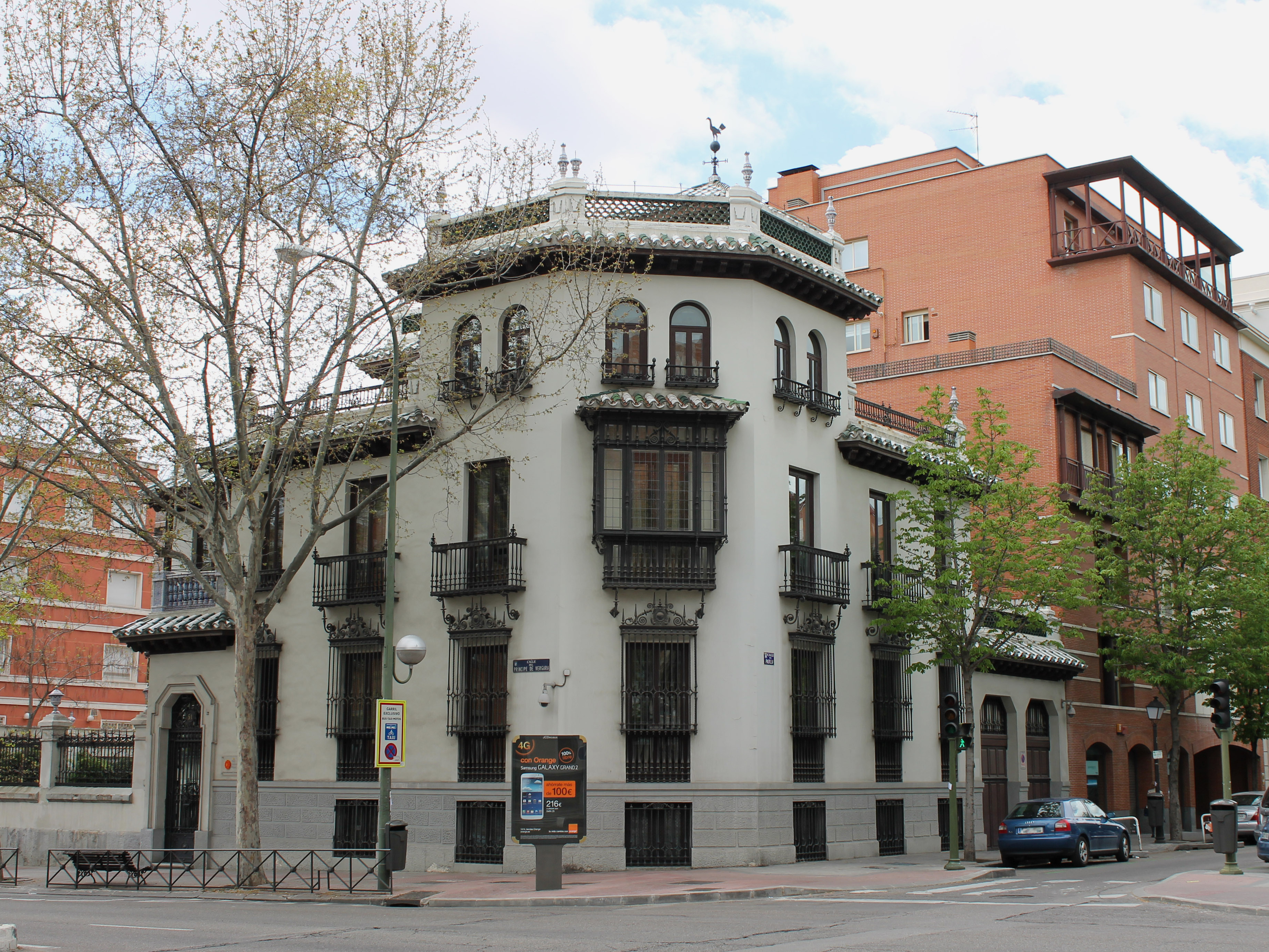
Real Instituto Elcano, Madrid.

Le Real Instituto Elcano est un laboratoire d'idées espagnol fondé en 2001. Orienté au centre-gauche,[Information douteuse][Quand ?] il publie régulièrement des analyses sur les relations internationales et les politiques publiques, s'intéressant en particulier à l'Espagne et à l'Amérique latine.